# Verteilungsvolumen
Unter dem Verteilungsvolumen (Vd, aus dem engl. Volume of distribution), auch bekannt als scheinbares Verteilungsvolumen, wird in der Pharmakokinetik das fiktive Volumen eines menschlichen oder tierischen Körpers verstanden, in das sich ein bestimmter Wirkstoff oder Arzneistoff verteilen müsste, um die beobachtete Konzentration im Blutplasma zu erklären. Das Verteilungsvolumen ist als eine reine Rechengröße zu verstehen. Es stellt einen Quotienten dar, der die Dosis eines verabreichten Wirkstoffes mit der Konzentration im Blutplasma in Beziehung setzt:
{\displaystyle {V_{d}}={\frac {\mathrm {D} }{\mathrm {C_{0}} }}}
Dabei stehen die Variablen für:
- {\displaystyle V_{d}}: Verteilungsvolumen (in Litern)
- {\displaystyle D}: Gesamtmenge des verabreichten Medikaments
- {\displaystyle C_{0}}: Plasmakonzentration des entsprechenden Medikaments (in mg/L oder g/L), unmittelbar nach der Verteilung (theoretische extrapolierte Konzentration bei t = 0)

Die Einheit für das Verteilungsvolumen ist der Liter, oft als Liter/kg (auf Körpermasse normiert) angegeben. 
Beispiel mit 100 Litern
Angenommen, ein Patient bekommt 500 mg eines Medikaments intravenös. Wenn die extrapolierte Plasmakonzentration bei t = 0 dann 5 mg/L beträgt, ergibt sich:
{\displaystyle {V_{d}}={\frac {\mathrm {500\ mg} }{\mathrm {5\ mg{\text{/}}L} }}=100\ L}
Das bedeutet, dass sich das Medikament im Körper so verteilt, als ob es sich in einem 100-Liter-Volumen verdünnt hätte. Da der Mensch jedoch nur etwa 5 Liter Blut hat, muss das Medikament stark ins Gewebe übergegangen sein.
In Abhängigkeit von der Fettlöslichkeit (Lipophilie) oder Wasserlöslichkeit eines Wirkstoffs kann das Verteilungsvolumen beim gleichen Organismus für verschiedene Wirkstoffe unterschiedlich groß sein und dabei Volumina annehmen, die deutlich größer als das Körpervolumen sind. Dies passiert zum Beispiel dann, wenn ein sehr lipophiler Wirkstoff über das Blut in Fettkompartimente transportiert und dort im Fett eingelagert wird. Im Plasma misst sich dann eine so geringe Konzentration, wie wenn sich der Stoff in einer viel größeren Plasmamenge verteilt hätte, als tatsächlich vorhanden ist.
Verteilungsvolumina spielen eine wichtige Rolle in Multi-Kompartiment-Modellen der Pharmakokinetik; ein Kompartiment hat dabei verschiedene Eigenschaften, hauptsächlich ein bestimmtes Verteilungsvolumen und eine Clearance.
Es werden dabei das zentrale Verteilungsvolumen ({\displaystyle {V_{C}}}; von engl. central), in dem ein Medikament sich nach Aufnahme im Körper schnell verteilt,
vom Verteilungsvolumen im steady state ({\displaystyle {V_{d}(SS)}}) unterschieden, das nach der Verteilung im Körper eingenommen wird. Als {\displaystyle {V_{Z}}} (z … letzter Buchstabe im Alphabet) wird das Verteilungsvolumen in der terminalen Endphase der Elimination bezeichnet.